# Виклунд, Элис
Элис Виклунд (швед. Elis Wiklund; 12 декабря 1909 года, Уллонгер — 17 марта 1982 года, Соллефтео) — шведский лыжник, олимпийский чемпион, чемпион мира.  

## Карьера
На Олимпийских играх 1936 года в Гармиш-Партенкирхене, стал олимпийским чемпионом в гонке на 50 км, выиграв более 3-х минут выиграв у ставшего вторым, своего партнёра по команде Акселя Викстрёма. В остальных гонках олимпийского турнира участия не принимал.
На чемпионат мира-1934 в Соллефтео завоевал золотую медаль в гонке на 50 км.